# Коноров, Павел Павлович
Па́вел Па́влович Ко́норов (3 декабря 1926, Казань — 8 апреля 2018, Санкт-Петербург ) — советский и российский физик, доктор физико-математических наук, профессор, заслуженный работник высшей школы РФ.

## Биография
В 1946 году окончил школу и поступил на заочное отделение физико-математического факультета Казанского государственного университета. В 1948 году перевёлся на третий курс физического факультета Ленинградского государственного университета и переехал из посёлка Санчурск, в котором прежде проживал, в Ленинград.
В 1951 году окончил университет с отличием и был оставлен в аспирантуре при кафедре электрофизики. В 1955 году защитил кандидатскую диссертацию и стал ассистентом, затем старшим научным сотрудником, доцентом. В 1970 году защитил докторскую диссертацию. В 1972 году получил звание профессора, в 1972—1992 годах заведовал кафедрой электроники твердого тела, в 1973—1982 годах был деканом физического факультета.
В 1976 году избирался депутатом Петродворцового райсовета.
В 2000 году избран действительным членом Российской академии естественных наук, входил членом в экспертный совет «Фундаментальные исследования новых материалов», редколлегию журнала «Известия вузов», заместитель председателя специализированного совета по присуждению докторских степеней.

## Научная деятельность
Защитил дипломную работу в Физико-техническом институте имени А. Ф. Иоффе РАН под руководством Б. И. Болтакса, кандидатскую диссертацию по изучению электрофизических свойств полупроводников — под руководством А. А. Лебедева.
В дальнейшем занимался физикой поверхности полупроводниковых электродов, основываясь на использовании границы полупроводник — электролит. Разработал метод эффекта поля в электролитах, поглощение ИК-излучения на свободных носителях, электроотражение, ряд фотоэлектрических и других методов, обнаружил и исследовал эффект стационарного неравновесного обеднения, необычное поведение фотоэлектрических характеристик в условиях сильных приповерхностных изгибов зон и эффект появления гигантских поверхностных фотоэдс в условиях неравновесного обеднения. Изучал электрофизические свойства системы электролит — диэлектрик — полупроводник. Организовал лабораторию физики межфазовых процессов.
Является автором более двухсот пятидесяти научных работ и трёх монографий. Под его руководством защищено двадцать семь кандидатских  и семь докторских диссертаций.

## Признание
- 1999 — заслуженный работник высшей школы Российской Федерации.
- 2005 — первая премия конкурса научных работ Санкт-Петербургского государственного университета за монографию «Физика поверхности полупроводниковых электродов».
- Премия Ленинградского университета (дважды).